# Фрай, Керим
Ке́рим Фра́й Коюнлу (тур. и нем. Kerim Frei Koyunlu; 19 ноября 1993, Фельдкирх) — турецкий и швейцарский футболист, полузащитник клуба «Маниса». Выступал в сборной Турции.

## Клубная карьера
Керим Фрай родился в австрийском городке Фельдкирх, располагающимся на австрийско-швейцарской границе. Однако рос Керим в Цюрихе. Футболом он начал заниматься в Санкт-Галлене, затем поступил в академию футбольного клуба «Грассхоппер», выступающего в чемпионате Швейцарии. Там он пробыл с 2006 по 2010 год, пока молодого перспективного игрока не пригласили в английский «Фулхэм».
Дебют Фрая за первую команду «Фулхэма» состоялся 7 июля 2011 года в первом квалификационном раунде Лиги Европы в матче с клубом НСИ с Фарерских островов. На 72-й минуте Керим Фрай заменил Эндрю Джонсона. 14 июля 2011 года во втором квалификационном раунде лиги Европы Фрай впервые вышел в стартовом составе «Фулхэма», играл на позиции правого вингера и получил жёлтую карточку на 62-й минуте. Первым матчем Фрая в Англии стал выездной поединок с «Челси» 21 сентября 2011 года в рамках третьего раунда кубка футбольной лиги. Дебют в премьер-лиге пришёлся на 10 декабря, когда Фрай заменил Дембеле в матче с «Суонси Сити». Свой первый гол за «Фулхэм» Керим забил в матче Лиги Европы в ворота «Оденсе» с передачи Дембеле. Поединок завершился ничьей 2:2.
16 марта 2012 года Фрай подписал с «Фулхэмом» новый контракт, действительный до лета 2015 года с возможностью продления клубом ещё на год. «Я очень рад, что Керим связал своё будущее с нашим клубом. Он хорошо работает на тренировках и прислушивается ко всему, что ему говорят. С тех пор, как я оказался в этом клубе, он заметно вырос как игрок, и теперь я считаю его неотъемлемой частью первой команды», — сказал Мартин Йол после подписания контракта. 9 апреля 2012 года после ничьей с «Челси» 1:1 Фрай получил награду «игрок матча» от телеканала Sky Sports. В основном составе Фулхэма Фраю не удалось закрепиться из-за травмы таза. 26 октября 2012 года он был отправлен в аренду в «Кардифф Сити», срочно искавший замену травмированным Крейгу Беллами и Томми Смиту. Уже 22 ноября «Фулхэм» вернул в команду Фрая, успевшего принять участие лишь в трёх матчах за «Кардифф».
Так и не сумев стать игроком основного состава в «Фулхэме», 6 сентября 2013 года Фрай перешёл в турецкий «Бешикташ», с которым заключил пятилетний контракт.

## Выступления за сборную
Фрай родился в Австрии от отца турка и матери марокканки, но почти всю жизнь прожил в Швейцарии. Таким образом, Керим мог выступать за любую из этих четырёх стран. Ближе ему оказалась Швейцария. Выступал за три сборных Швейцарии различных возрастов, но в июне 2012 года решил продолжать выступления за сборную Турции.

## Достижения
«Бешикташ»
- Чемпион Турции (2): 2015/16, 2016/17